# Kennekae Batisani
Kennekae Batisani (* 3. März 2001) ist eine botswanische Leichtathletin, die sich auf den Sprint spezialisiert hat.

## Sportliche Laufbahn
Erste internationale Erfahrungen sammelte Kennekae Batisani bei den World Athletics Relays 2024 auf den Bahamas, bei denen sie mit der botswanischen 4-mal-400-Meter-Staffel an den Start ging, aber eine Direktqualifikation für die Olympischen Sommerspiele in Paris verpasste. Im Jahr darauf trat sie bei den World Athletics Relays in Guangzhou erneut über 4-mal 400 Meter an und schied anschließend bei den World University Games in Bochum mit 55,33 s im Halbfinale im 400-Meter-Lauf aus. Zudem belegte sie dort mit der Mixed-Staffel in 3:25,51 min den achten Platz.
In den Jahren von 2023 bis 2025 wurde Batisani botswanische Meisterin in der 4-mal-400-Meter-Staffel.

## Persönliche Bestzeiten
- 200 Meter: 24,54 s (+1,1 m/s), 28. Juni 2025 in Potchefstroom
- 400 Meter: 53,89 s, 12. April 2025 in Gaborone